# Mamata Banerjee
Pour les articles homonymes, voir Banerjee.
Mamata Banerjee ([mɔːmoːt̪ʰaː bɛːnaːrjiː] en bengali), née le 5 janvier 1955 à Calcutta, est une femme politique indienne. Fondatrice en 1998 du parti politique All India Trinamool Congress, elle est ministre en chef du Bengale-Occidental depuis 2011.

## Biographie
Elle commence son activité politique dans les années 1970 au sein du Parti du Congrès et est élue députée fédérale en 1984. De 1991 à 1993, elle est ministre des Sports et de la Jeunesse dans le gouvernement de P. V. Narasimha Rao.
Elle quitte le Parti du Congrès en 1997, pour fonder le All India Trinamool Congress qui devient rapidement le principal parti d'opposition du Bengale-Occidental en s'opposant à la politique du Front de gauche, gouvernement constitué autour du Parti communiste.
En 2007, elle lance une campagne en faveur des paysans contraints de quitter leurs terres pour la construction de nouvelles usines à Nandigram et à Singur. Elle est la cible d'un attentat en octobre 2007, dont elle sort indemne.
Lors des élections du printemps 2011, son parti remporte 227 des 294 sièges de l'Assemblée législative du Bengale-Occidental. Le 20 mai suivant, elle est investie comme ministre en chef de l'État. Elle est largement réélue en 2016 et 2021.